# 夢色蛋糕師
《夢色糕點師》（日语：夢色パティシエール）是松本夏實創作的少女漫畫，連載於集英社的漫畫雜誌《Ribon》。改編電視動畫於2009年10月開始在日本播放：香港方面，有線電視兒童台於2011年12月5日開始播放；台灣方面，MOMO親子台於2012年6月22日開始播放。
作品描述主角草莓以糕點師為目標，在製菓學校「聖瑪麗學園」裡奮鬥的故事。漫畫中，草莓由中等部二年級升上三年級，繼續學習和訓練糕點製作。動畫分為本篇和特別篇，第1至50集為本篇，講述中等部二年級的草莓與同伴經歷各種試練和考驗；第51至63集是特別篇「Professional」，講述在法國巴黎留學兩年後的草莓與同伴各自為夢想而努力的故事。

## 故事簡介
14歲的天野草莓，是一位喜愛蛋糕甜點並且追逐自己夢想的少女。草莓的性格單纯善良卻反應遲鈍是個典型的「天然呆」。對糕點有着獨特的天份的她受到已故祖母的鼓勵就很喜歡蛋糕，並且渴望成為一名出色的蛋糕師為人們带來歡笑。雖然草莓對蛋糕擁有很獨特的天賦，但是天不從人願，草莓的笨拙程度和她喜歡蛋糕的狂熱程度成正比。某天草莓去参加蛋糕展覽會邂逅來自「聖瑪莉學園」專職糕點的金髮男人—安利老師。安利老師點醒草莓那顆自卑、猶豫不決的心，使她終於發現自己對蛋糕的特殊天賦，並邀請她入讀糕點制作的名門學校—「聖瑪麗學園」。草莓經過與家人的激烈討論後決定轉學去「聖瑪麗學園」展開她夢想的旅程，當草莓在「聖瑪麗學園」翁認識三位甜點王子——樫野真、安堂千乃介、花房五月時，她成為出色的蛋糕師的目標旅程即將展開新篇章。

## 登場人物
以下介紹以草莓剛入讀「聖瑪麗學園」那一學年起計算。

### 主要角色
天野草莓（聲優：悠木碧／香港：顧詠雪／台灣：林美秀）
本作女主角，中等部2年級A班的插班生(在動畫SP中為高中部1年級A班)，蛋糕製作尚屬A組。
率真善良，行為粗線條，做任何事都努力及堅持。
喜愛吃蛋糕達至瘋狂程度，夢想長大後經營蛋糕店。食量驚人。雖然在糕點製作上的技術與知識不足，且時常笨手笨腳，但在味覺敏銳度上有高超的天賦，連樫野等人也望塵莫及。擁有絕對味覺、強烈的感受性和豐富的想像力，本人卻沒察覺。頗擅長於蛋糕設計和繪畫。與安利老師相遇經他推薦入讀「聖瑪利學園」日本分校。
「完美糕點比賽」中為「草莓隊」的隊長。戀愛方面為天然呆。喜歡樫野。
動畫中，被安堂的弟弟一太改綽號「蛋糕肥豬」。
在漫畫方面，草莓組合參加聖瑪利學園的年度大事Grand Prix大賽，第一戰對上高中組，主題「磅蛋糕」。獲勝後第二戰，主題「戀愛之心」獲勝。Grand Prix第三戰舉辦於萬聖節的學園祭，安堂提出蘋果派的主題，為方便統一做成新月型，後順利晉級Grand Prix準決賽——主題「夢想」，對手為天王寺隊。後雖沒贏天王寺隊（草莓組合為前四強），但經安立老師推薦，先至學園中的「Salon‧De‧Marie」實習，「糕點王子」的三人則調動自高等部實習。後覺得「換造型才有新氣象」，自己將頭髮剪成前短後長。一開始在「Salon‧De‧Marie」受到學姊的歧視有想逃避，後來受樫野則用四葉巧克力（粉紅色代表草莓；綠色代表安堂；紅色代表花房；褐色代表樫野、即為草莓組合的巧克力。）的鼓勵重新找回自信。後來樫野以及轉學生朱利被「Salon‧De‧Marie」招募進入巧克力工坊成為專業師傅感到開心。在被店長認同後調動自廚房組，同時參加「Salon‧De‧Marie」慣例的「Cake Comp（英文『競賽』的略稱）」，主題「初夏甜點」，在構思作品的過程中因看見樫野對待亞由學姊溫柔時察覺到兩人的關係變成「敵人」而感到難過，不過也因如此才對自己的戀愛開竅，最終受到香草兒的激勵，完成作品「檸檬月亮」在競賽中獲得很多評審的好評，但唯獨甜點王國的大臣銀朱將草莓批得體無完膚，連真實身分為甜點王國王子的朱利也無法阻止，甜點精靈們也因此被迫強制返回甜點王國，為了再次與香草兒做蛋糕所以每天都端著現烤的蛋糕到甜點王國女王陛下的雕像前，後糕點王子們也加入行動，女王為之動容也給草莓一行人一個機會，在朱利的太子冊封典禮上做出與聖瑪利法國分校的學生們不分軒輊的蛋糕，讓全民見證日本分校的實力。
在太子冊封典禮上獻出「與你同在一起」的蛋糕，草莓所負責的是海綿蛋糕（蛋糕捲），佳評如潮，而整體蛋糕的每道甜點都是由負責的隊員及其甜點精靈互相搭配自己擅長的技術，皇太子朱利因此下令甜點精靈返回日本分校。
回到日本分校後的草莓一行人，被法國分校獲准到此留學。在即將前往法國分校的夜晚進入調理教室回憶恰巧碰到樫野，兩人覺得機會難得，想做蛋糕送給女王和朱利，結果做出來的兩個蛋糕非常搭配，於是合力將蛋糕疊在一起，看起來就像是結婚蛋糕，就在此時樫野對草莓告白，隔天一行人便出發。在最後於巴黎開設「Le‧reve‧couleur（夢色）」的蛋糕店跟樫野一起經營。漫畫版巴黎篇最後與樫野結婚。
樫野真（聲優：岡本信彥／香港：簡懷甄／台灣：何志威）
中等部2年級A班，蛋糕製作上屬A組。
性格十分不坦率而且態度冷漠容易生氣，還有害怕女人症。但不討厭草莓。長期被美夜所追求。
身型比較矮小，很在意自己長得矮的事。很怕癢。有一次為了保護草莓和她一起掉入河裡。雖然可怕，可是喜歡草莓。被草莓稱為惡魔、抖S。與安堂、花房被並稱為「甜點王子」，擅長於製作巧克力類型的蛋糕。對別人與自己都要求嚴格，但也有溫柔的一面。學業成績是全級第一名。在世代經營大醫院的家族中為唯一繼承男生，在家族的壓力下仍努力追尋成為一流蛋糕師的夢想。
「完美糕點比賽」中為「草莓隊」的隊員。僅股不太理解戀愛卻很在意草莓。
動畫中，被一太改綽號「麻婆豆腐」，最後一集跟草莓告白。
漫畫方面，在Grand Prix準決賽中經安立老師推薦與安堂、花房兩人調動自高等部實習，草莓隊那時正式解散後說過沒有想跟任何人一組，原因是認為「每個人都應該要努力加強自我技術，硬要在一起只會加深對彼此的依賴。」後被「Salon‧De‧Marie」與朱利一起招募進入巧克力工坊當專屬師傅，因為朱利似乎很中意草莓,常常對她做出親密動作所以不大喜歡朱利，在「Cake Comp」的比賽前找亞由學姊互相試吃作品卻被草莓誤會，但後來草莓忙著做蛋糕也沒計較她。競賽中沒提到任何關於樫野作品的評價。在皇太子冊封典禮上負責白色赫薩巧克力蛋糕。回到日本分校後被法國分校獲准到此留學。在即將前往法國分校的夜晚進入調理教室回憶恰巧碰到草莓，因為結婚蛋糕的而開口向草莓告白，在最後於巴黎開設「Le‧reve‧couleur（夢色）」的蛋糕店跟草莓一同經營。在漫畫版的巴黎篇與草莓結婚。
安堂千乃介（聲優：濱添伸也／香港：張振熙／台灣：胡鎮璽）
中等部2年級A班，蛋糕製作上屬A組。
與樫野、花房被並稱為「甜點王子」，擅長於製作日本風格的蛋糕。戴眼鏡，個性比較溫和。與樫野是青梅竹馬。五兄弟姊妹中的長子。家族世代經營日式和菓子店「夢月」，夢想長大後在家店旁開設融合日本和西洋特色的蛋糕店。喜欢草莓，知道樫野喜歡草莓而退出，後來和加奈交往。
「完美糕點比賽」中為「草莓隊」的隊員。
漫畫方面，在Grand Prix準決賽中經安立老師推薦與樫野、花房兩人一起調動自高等部實習。在皇太子冊封典禮上負責巴黎‧布雷斯特甜點。漫畫版巴黎篇中成為飯店主廚，並與家中開甜點店的布蘭琪小姐交往。最後兩人回到日本開設了新的夢月甜點店。
花房五月（聲優：代永翼／香港：袁德基／台灣：陳余寬）
中等部2年級A班，蛋糕製作上屬A組。
與樫野、安堂被並稱為「甜點王子」，擅長於製作華麗風格和糖工藝的蛋糕。喜愛玫瑰，名字由來是雙親於玫瑰盛開的5月邂逅。己故的父親是園藝家，母親是插花老師。對「美」非常講究。喜欢草莓，因樫野喜歡草莓而退出。
「完美糕點比賽」中為「草莓隊」的隊員。
動畫中，被一太改綽號「自戀狂」。
漫畫方面，在Grand Prix準決賽中經安立老師推薦與樫野、安堂調動自高等部實習。在皇太子冊封典禮上負責拉糖細工玫瑰。漫畫版巴黎篇中在法國開設新娘沙龍成為全方位的設計師，也為法國政府籌辦派對、製作糕點。

### 草莓的其他夥伴
山岸檸檬（聲優：伊瀨茉莉也／台灣：黃珽筠）
只在動畫中出現。特別篇中從中等部三年級跳級到高等部一年級。
曾是草莓小組的對手，後被草莓所激勵下很崇拜她。
強尼·馬克畢爾（Johnny McBeal，聲優：陶山章央）
聖瑪莉學園一年級生，隸屬於「新草莓隊」，也是美夜的表弟，很喜歡草莓，於特別篇登場。
加藤留美（聲優：兒玉明日美／香港：陳頴琪／台灣：劉凱寧）
年龄：14，第二季：16
生日：6月11日（双子座）
身高：158cm ，第二季：163cm
血型：B型
二年級A班，蛋糕製作上屬C組。
個性明朗，說話操關西方言。與草莓是同宿舍房間的室友。
漫畫中期升上中等部三年級。動畫特別篇中升上高等部一年級與草莓同班，蛋糕製作上亦同屬A組。

### 中等部

#### 二年級
中島幾繪（聲優：永田依子）
草莓的同學，B組代表，製作糕點的實力一流，其實並沒有看不起草莓，只是很忌妒草莓可以跟糕點王子同一組。
佐山千夏（聲優：咲乃藍里）
草莓的同學，隸屬於B組，很看不起草莓，但後來不會。自從升學進入高中一年級後，擔任「瑪莉沙龍」的女服務生。
三原理惠（聲優：江里夏）
草莓的同學，隸屬於B組，起初跟幾繪和千夏很看不起草莓，後來就不會。曾抄襲草莓所製作之生日蛋糕的造型製作蛋糕參賽。
鮎川洋子（聲優：佐佐木望）
草莓的同學，隸屬於B組，曾在最棒蛋糕競賽中抄襲草莓小組的設計，來自青森縣。
小泉加奈子（聲優：佐藤聰美／台灣：林瑋婷）
暱稱加奈。二年級A班，蛋糕製作上屬C組。
動畫中因妹妹蘋果得草莓幫助，與草莓成為朋友。喜歡安堂。
特別篇中升上高等部一年級，與草莓同班，於安堂開設的「夢月」分店工作並且與他交往。
森美紀（聲優：三澤紗千香／香港：黎皓宜）
只在動畫中出現。
二年級A班，蛋糕製作上屬C組。
綠色頭髮，加奈的朋友。
特別篇中升上高等部一年級，與草莓同班，於安堂開設的「夢月」分店工作。
神田小百合（聲優：山岡由里）
只在動畫中出現。
二年級A班，蛋糕製作上屬C組。
黄色頭髮，加奈的朋友。
特別篇中升上高等部一年級，與草莓同班，於安堂開設的「夢月」分店工作。
早見繪里香（聲優：内田彩／台灣：黃珽筠）
聖瑪莉學園二年級生，於第17集登場。

#### 三年級
小城美夜（聲優：矢作紗友里／香港：李潤知／台灣：雷碧文）
年龄：15
生日：4月14日（白羊座）
身高：156cm
血型：B型
三年級。
大型甜點製作企業財團「夏都製菓(砂糖聖殿)」的富家千金。被稱為「大小姐」。於「瑪麗沙龍」工作。非常喜歡樫野，為了他甚至會不惜一切。
「完美糕點比賽」中為「小城隊」的隊長。
動畫特別篇中升上高等部二年級。
市松健（聲優：元村哲也）
聖瑪莉學園一年級生（動畫中為三年級）。

#### 一年級
森野健一（聲優：市川利奈）
聖瑪莉學園一年級生，父親是法式料理店的店主，母親是糕點師，與尼可拉斯和萬太郎兩人是夥伴。
尼可拉斯·林（聲優：村田太志）
從比利時回國的海歸派子女。
九條萬太郎（聲優：藤田圭宣）
全國和菓子大賽金牌獎老店「九條」的傳人。

#### 其他學生
小早川（聲優：藤田圭宣）
小早川組的組長。

### 高等部

#### 三年級
天王寺麻里（聲優：喜多村英梨／香港：陳子瑩／台灣：劉凱寧）
年龄：17
生日：11月2日（天蠍座）
身高：165cm
血型：A型
三年級，學生會會長，「瑪麗沙龍」的店長。
大型酒店企業財團的富家千金。天才蛋糕師，得獎無數，安立的得意門生。
「完美糕點比賽」中為「天王寺隊」的隊長。很喜歡安立，視草莓為強力後輩兼對手。
動畫特別篇中從「聖瑪麗學園」畢業參與安立的甜點計劃，於美國紐約的蛋糕店工作。
漫畫番外篇中與安立結婚。
海堂留衣（聲優：越田直樹／香港：竺諺鴻）
年龄：17
生日：2月25日（双鱼座）
身高：181cm
血型：A型
三年級，學生會副會長，貿易商小開。
天王寺的青梅竹馬兼得力助手。專長於巧克力工藝。
「完美糕點比賽」中為「天王寺隊」的隊員。漫畫裏性格輕佻，喜歡天王寺；動畫裏稱天王寺為「麻理公主」。
冴木亮
年龄：18
生日：9月15日（处女座）
身高：174cm
血型：AB型
三年級，料理評理家之子。
漫畫裏性格沉默寡言，專長於糖工藝。動畫裏是上屆「完美糕點比賽」的優勝組員。
「完美糕點比賽」中為「天王寺隊」的隊員。
瀧川玲二
年龄：18
生日：6月23日（巨蟹座）
身高：172cm
血型：B型
三年級。家族百年經營法式西点店，本人亦是「夢月」的粉絲。
漫畫裏性格爽朗，任何糕點只要嚐過一次，就能自己再做出來。動畫裏則專長於糖工藝，上屆「完美糕點比賽」的優勝組員。
「完美糕點比賽」中為「天王寺隊」的隊員。

#### 一年級
新垣夏希（聲優：加藤英美里）
年龄：16
生日：8月16日（狮子座）
身高：167cm
血型：O型
一年級，生於沖繩的果農家庭，擅長於熱帶水果類甜點。個性明朗。
與三名青梅竹馬遠從家鄉來到東京入讀「聖瑪麗學園」並一起參加「完美糕點比賽」。
「完美糕點比賽」中為「夏希隊」的隊長。
知念美果（聲優： 桑谷夏子）
年龄：16
生日：7月11日（巨蟹座）
身高：160cm
血型：B型
一年級，生於沖繩的果農家庭，擅長跳舞，E罩杯。
與三名兒時玩伴遠從家鄉來到東京入讀「聖瑪麗學園」並一起參加「完美糕點比賽」。
「完美糕點比賽」中為「夏希隊」的隊員。
上原繪美
年龄：16
生日：6月6日（双子座）
身高：155cm
血型：AB型
一年級，與理奈是雙胞胎姊妹，生於沖繩的果農家庭兼開冰淇淋店。
與三名兒時玩伴遠從家鄉來到東京入讀「聖瑪麗學園」並一起參加「完美糕點比賽」。
「完美糕點比賽」中為「夏希隊」的隊員。
上原理奈
年龄：16
生日：6月6日（双子座）
身高：155cm
血型：AB型
一年級，與繪美是雙胞胎姊妹，生於沖繩的果農家庭兼開冰淇淋店。
與三名兒時玩伴遠從家鄉來到東京入讀「聖瑪麗學園」，並一起參加「完美糕點比賽」。
「完美糕點比賽」中為「夏希隊」的隊員。

#### 其他學生
立花紅豆（聲優：藤村步）
高中部學生，於第31集登場。

### 聖瑪麗學園．巴黎本校
李卡多·貝尼尼（理可德邦尼）（聲優：杉田智和）
只在動畫中出現。
義大利人。被「糕點王子」認為是「花花公子」和被敵視。曾參加「世界完美糕點比賽」，與檸檬同隊的隊長。對草莓有好感，曾邀請她當女朋友。是個天才，迎合女性甜點巴黎本校無人能出其右。特別篇中與天王寺一起在美國紐約的蛋糕店工作。
克拉拉·杭特（聲優：石原夏織）
只在動畫中出現。德國人。與檸檬同隊。學校成績第一。擅長統計學。隊裡的智囊。
伊麗莎白（艾麗）
只在動畫中出現。英國人。與檸檬同隊，溫柔有禮。家裡經營香水業，嗅覺如香水業的調酒師。
霍塞（聲優：峰暢也）
來自安道爾的留學生，於第40集起登場。
法蘭索瓦小組
是聖瑪麗學園．巴黎本校中最優異的學生，更是安立所精心挑選的菁英。
法蘭索瓦·阿賈尼（聲優：井上麻里奈）
聖瑪莉學園巴黎本部參賽代表，於第40集起登場。安立的徒弟之一，亦是天才蛋糕師。
自己所製作的「第戎巧克力蛋糕」受甜點王國的女王瑪麗雷諾的推薦列入甜點王國的宮廷食譜中。
多米尼可達留:法蘭索瓦·阿賈尼的隊員。
凱娣卡普西努:法蘭索瓦·阿賈尼的隊員。
伊沙貝拉安東內里:法蘭索瓦·阿賈尼的隊員。

### 聖瑪麗學園的教職員
安立·盧卡斯（Henri Lucas，聲優：岸尾大輔／台灣：胡鎮璽）
年龄：28
生日：2月14日（水瓶座）
身高：178cm
血型：O型
法國人。瑪麗·盧卡斯的曾孫，高等部老師。天才蛋糕師，得獎無數。發掘到草莓的才能推薦她入讀「聖瑪麗學園」。動畫特別篇中邀請草莓、樫野、檸檬和強尼參與自己在「瑪麗花園」舉行的的甜點計劃。
瑪麗·盧卡斯
法國人。已故。安立的曾祖母，「聖瑪麗學園」及法國餅店「瑪麗皇后」的創立者。曾和甜點王國的女王瑪麗雷諾建立深厚的友情。
森山正臣（聲優：塚田正昭／台灣：胡鎮璽）
聖瑪莉學園理事長，5月28日生，62歲，身高163公分，血型A型。
辛島老師（聲優：遠藤大輔）
聖瑪莉學園講師。
飴屋乃梨子（聲優：藤堂真衣）
聖瑪莉學園講師，草莓的糕點指導教師。
8月17日生，身高171cm，血型B型。
法語教師（聲優：大原崇）
數學教師（聲優：藤吉浩二）
健康教育老師（聲優：中原日菜）
霧島春江（聲優：冬馬由美）
霧島一彥（聲優：松山鷹志）
上述兩者是夫妻，也是聖瑪莉學園的男女宿舍舍監。
蒙席爾·里昂（Monsieur Léon，聲優：川原慶久）
巴黎的著名巧克力師傅，美夜的專屬教師。
莫里斯（聲優：阿部敦）
美夜的專屬教師，是個具有女性外貌的美男子。
法籍理事長（聲優：野澤雅子）
世界糕點大賽的審查員，於第42集登場。

### 家人

#### 天野家
天野棗（聲優：水野麻梨子／香港：陳頴琪／台灣：劉凱寧）
草莓的妹妹。有高超的藝術和音樂天份，就讀於名藝術學校「東音學園」。
天野繁（聲優：大原崇／台灣：何志威）
草莓的父親，畫家。動畫中初期反對草莓入讀「聖瑪麗學園」。
天野杏子（聲優：世户沙織／台灣：林瑋婷）
草莓的母親，鋼琴老師。動畫中自覺以前忽略草莓的感受而支持她入讀「聖瑪麗學園」。
天野道子（聲優：久保田民繪／台灣：雷碧文）
只在動畫中出現。草莓的祖母，故事初期的兩年前已去世。生前學生時代曾到巴黎的「聖瑪麗學園」留學，受安立的祖父所指導，長大後經營蛋糕店。啟發草莓追尋成為糕點師的夢想。

#### 樫野家
樫野麗（聲優：片貝薰）
樫野真的母親，樫野綜合醫院的內科醫師。
樫野雅（聲優：名塚佳織）
樫野真的姊姊（動畫設定），漫畫中樫野真為獨生子。喜歡吃歌劇蛋糕。
村岡（聲優：遠藤大輔）
樫野家的保鏢，對雅有好感並與她交往。

#### 安堂家
安堂家人的名字都與數字有關。
安堂萬吉（聲優：丸山詠二／台灣：陳余寬）
千乃介的祖父，和菓子屋「夢月」的店主。
安堂萬佐代（聲優：咲乃藍里／台灣：雷碧文）
千乃介的母親。
安堂一太（聲優：平井理子／台灣：林瑋婷）
千乃介的弟弟。
安堂百繪（聲優：江里夏／台灣：劉凱寧）
千乃介的妹妹。
安堂萬里
千乃介的妹妹，和千世是雙胞胎姊妹。
安堂千世
千乃介的妹妹，和萬里是雙胞胎姊妹。

### 小小幼稚園
玲子老師（聲優：高垣彩陽）
幼稚園教師。
小泉蘋果（聲優：小倉唯／台灣：黃珽筠）
加奈子的妹妹，幼稚園學生。
小廣（聲優：下釜千昌）
幼稚園學生。

### 甜點精靈

#### 主角的夥伴
香草（聲優：竹達彩奈／香港：陳姻岐／台灣：雷碧文）
女性精靈，草莓的拍擋。擅長於香草製作的甜點，立志成為宮廷蛋糕師。睡姿糟糕。與巧克力、焦糖、咖啡是同期精靈。雖然不時與巧克力吵架，兩人卻是投契的好朋友。
巧克力（聲優：山岡百合／香港：姜麗儀／台灣：劉凱寧）
女性精靈，樫野的拍檔。擅長於巧克力製作的甜點，立志成為宮廷蛋糕師。雖然嘴巴壞，內心卻是非常關心朋友，喜歡樫，性格與樫野相像。害怕鬼怪。
焦糖（聲優：飯野茉優／台灣：黃珽筠）
名字或譯牛奶糖，女性精靈，安堂的拍檔。是四位精靈之中最年長的一位。擅長於焦糖製作的甜點，立志成為宮廷蛋糕師。個性和行為都有著「天然呆」的可愛，但很愛哭。
咖啡（聲優：三澤紗千香／香港：張雪儀／台灣：林瑋婷）
男性精靈，花房的拍檔。擅長於咖啡製作的甜點，立志成為宮廷蛋糕師。冷靜沉着。身穿執事服。跟花房一樣喜愛玫瑰。

#### 天王寺隊
蜜糖（聲優：喜多村英梨／香港：陳頴琪）
名字或譯甜心、蜂蜜。女性精靈，天王寺的拍檔。不但是天才精靈還是「宮廷蛋糕師」，擅長於蜂蜜所製作的甜點。香草、巧克力、焦糖與咖啡尊敬的前輩。頭上髮飾的皇冠就是宮廷蛋糕師的印記。
杏仁（聲優：越田直樹）
男性精靈，海堂的拍檔。擅長於杏仁製作的甜點，漫畫中成績優異。香草、巧克力、焦糖與咖啡的前輩。
糖糖
女性精靈，冴木的拍檔。擅長於糖製作的甜點。香草、巧克力、焦糖與咖啡的前輩。
肉桂
男性精靈，泷川的拍檔。擅長於肉桂製作的甜點。香草、巧克力、焦糖與咖啡的前輩。

#### 夏希隊
柳橙（聲優：加藤英美里）
女性精靈，夏希的拍檔。擅長於香橙製作的甜點。
桃桃
女性精靈，美果的拍檔。
紅櫻桃
女性精靈，繪美的拍檔。
黑櫻桃
女性精靈，理奈的拍檔。

#### 李卡多隊
羅勒
只在動畫中出現。男性精靈，理可的拍檔。
薄荷（聲優：小倉唯）
只在動畫中出現。女性精靈，檸檬的拍檔。擅長於薄荷製作的甜點。香草、巧克力、焦糖與咖啡的後輩。
龍蒿（聲優：石原夏織）
只在動畫中出現。女性精靈，庫拉拉的拍檔。有些驕傲。
月桂
只在動畫中出現。女性精靈，艾麗的拍檔。溫文儒雅。

#### 其他的精靈
栗子（聲優：矢作紗友里／台灣：林瑋婷）
女性精靈，美夜的拍檔。擅長於栗子製作的甜點。不時與香草及巧克力吵架。立志成為宮廷蛋糕師。
玉米（聲優：茅原實里）
只在動畫特別篇中出現。女性精靈，強尼的拍檔。擅長於玉米及烤製的甜點。温柔有禮，發怒時卻是挺可怕的。

#### 甜點王國
女王（聲優：井上喜久子／台灣：林美秀）
甜點王國的女王，本名瑪麗雷諾。年幼時到人類世界遇上年輕的瑪麗·盧卡斯建立深厚的友情。在瑪麗·盧卡斯過世後允許甜點精靈來到人類世界尋找拍擋。
朱力
甜點王國的王子，在一次因緣際會下看到草莓隊對決上天王寺隊所做的蛋糕，因而對草莓產生興趣。擔心日本分校的甜點精靈會被強制遣送回王國所以造訪日本。在皇太子的加冕典禮上對草莓一行人的蛋糕讚賞有加並且幫助甜點精靈回日本分校。
樫 （かし，聲優：岡本信彥）
甜點王國邪惡團的老大，和樫野的樣貌性格都非常相似，巧克力喜歡的精靈，經常和安迪和奈爾西作弄別人，被巧克力稱為喪家犬團。
安迪
邪惡團的成員，樣貌和性格跟安堂非常相似。
奈爾西
邪惡團的成員，樣貌和性格跟花房非常相似。

## 出版書籍
| 卷數                   | 集英社         | 集英社                 | 尖端出版社     | 尖端出版社           |
| 卷數                   | 發售日期       | ISBN                   | 發售日期       | EAN                  |
| ---------------------- | -------------- | ---------------------- | -------------- | -------------------- |
| 1                      | 2008年12月15日 | ISBN 978-4-08-856860-7 | 2010年1月21日  | EAN 471-7702-22587-2 |
| 2                      | 2009年4月15日  | ISBN 978-4-08-856882-9 | 2010年4月22日  | EAN 471-7702-22588-9 |
| 3                      | 2009年9月15日  | ISBN 978-4-08-867010-2 | 2010年7月13日  | EAN 471-7702-22864-4 |
| 4                      | 2009年11月13日 | ISBN 978-4-08-867020-1 | 2010年11月10日 | EAN 471-7702-22963-4 |
| 5                      | 2010年2月4日   | ISBN 978-4-08-867036-2 | 2010年12月18日 | EAN 471-7702-23338-9 |
| 6                      | 2010年5月14日  | ISBN 978-4-08-867053-9 | 2011年2月15日  | EAN 471-7702-23587-1 |
| 7                      | 2010年8月12日  | ISBN 978-4-08-867069-0 | 2011年6月2日   | EAN 471-7702-23730-1 |
| 8                      | 2010年12月20日 | ISBN 978-4-08-867088-1 | 2011年10月15日 | EAN 471-7702-24242-8 |
| 9                      | 2011年5月13日  | ISBN 978-4-08-867119-2 | 2012年3月21日  | EAN 471-7702-24452-1 |
| 10                     | 2011年10月14日 | ISBN 978-4-08-867145-1 | 2012年3月21日  | EAN 471-7702-24645-7 |
| 夢色蛋糕師～甜蜜饗宴～ |                |                        |                |                      |
| 11                     | 2013年3月15日  | ISBN 978-4-08-867258-8 | 2014年10月28日 | EAN 471-7702-26278-5 |
| 12                     | 2013年9月13日  | ISBN 978-4-08-867291-5 | 2014年12月17日 | EAN 471-7702-26402-4 |

相關書籍
集英社MOOK RIBON特別編輯

（青木定治監修）
- 2009年12月1日發售、ISBN 978-4-08-102082-9

## 電視動畫

### 工作人員
- 原作 - 松本夏實（集英社《Ribon》連載）
- 監督 - 鈴木行
- 監修 - 青木定治
- 協力 - 社團法人日本洋菓子協会連合会
- 主要製作人 - 大熊保幸、東山敦
- 製作人 - 永井幸治、遠藤道子、高見正人
- 系列構成 - 山田隆司
- 人物設定、總作画監督 - 秋山由樹子
- 美術監督 - 根本邦明
- 色彩設計 - 小杉麻菜美
- 攝影監督 - 美濃部朋子
- 剪接 - 坂本雅紀
- 音響監督 - 田中一也
- 效果 - 高木英江
- 音樂製作人 - 八木仁、澀谷知子
- 音樂 - 大橋惠
- 動畫制作 - 雲雀工作室
- 製作 - 梦色蛋糕师製作委員会（讀賣電視台、集英社、電通、Studio Pierrot）

### 主題歌
- 片頭曲

（第1集 - 第50集）
作詞 - 青木久美子、作曲·編曲 - 、歌 - 五條真由美、制作 - 青木定治（古倫美亞音樂娛樂）
「Sweet Romance」（第51集 - 第63集）
作詞 - 藤林聖子、作曲 - 岩崎貴文、編曲 - 新井理生、歌 - 五條真由美（古倫美亞音樂娛樂）
- 片尾曲

（第1集 - 第50集）
作詞 - 青木久美子、作曲 - 、編曲 - 神津裕之、歌 - 杉原由規奈、制作 - 青木定治（古倫美亞音樂娛樂）
「HOME MADE HAPPY」（第51集 - 第63集）
作詞 - 青木久美子、作曲 - 坂部剛、編曲 - DY-T、歌 - （古倫美亞音樂娛樂）

### 各話列表
| 話數       | 日文標題 | 中文標題                          | 腳本       | 分鏡            | 演出              | 作畫監製                            |
| ---------- | -------- | --------------------------------- | ---------- | --------------- | ----------------- | ----------------------------------- |
| recette 1  |          | 我要成為蛋糕師！                  | 山田隆司   | 鈴木行          | 鈴木芳成          | 山形孝二                            |
| recette 2  |          | 傳說中的甜點精靈？                | 成田良美   | 鈴木行          | 福多潤            | 竹森由加                            |
| recette 3  |          | 玫瑰甜點王子                      | 影山由美   | 桑原智          | 齋藤德明          | 小沼克介                            |
| recette 4  |          | 最討厭蛋糕了！                    | 山下憲一   | 須永司          | 細田雅弘          | 長谷川享雄 石田啟一 八代紀實子      |
| recette 5  |          | 是天使？是惡魔？是精靈？？        | 大场小百合 | 渡邊克仁        | 渡邊克仁          | 梶浦紳一郎 山形孝二                 |
| recette 6  |          | 小小幼稚園的生日派對              | 山田隆司   | 大庭秀昭        | 村山靖            | 野崎麗子                            |
| recette 7  |          | 能交到好朋友的生日蛋糕            | 成田良美   | 博多正寿        | 三好正人          | 山田勝 山田真也                     |
| recette 8  |          | 天才和天敵和天然？                | 影山由美   | 鈴木芳成        | 鈴木芳成          | 小沼克介 松岡謙治                   |
| recette 9  |          | 命運的布丁對決！！                | 山下憲一   | 桑原智          | 山口頼房          | 石田啟一 小田多惠子                 |
| recette 10 |          | 充滿回憶的奶油水果派              | 大场小百合 | 須永司          | 荻原露光          | 川口弘明                            |
| recette 11 |          | 甜點王子的友情 瑪德琳貝殼蛋糕     | 成田良美   | 博多正寿        | 齋藤德明          | 山形孝二                            |
| recette 12 |          | 第七年的聖誕快樂                  | 山田隆司   | 瀨藤健嗣        | 渡部稔寬          | 野道佳代 谷口繁則                   |
| recette 13 |          | 開心·糕點·夢想                    | 影山由美   | 鈴木行          | 北條史也          | 山田勝 村松尚雄                     |
| recette 14 |          | 開幕！完美甜點                    | 大场小百合 | 釘宮洋          | 太田知章          | 大河忍 LEE JAEWOOK                  |
| recette 15 |          | 充滿回憶的玫瑰香水                | 山下憲一   | 須永司          | 吉田俊司          | 伊佐英朗 松岡謙治                   |
| recette 16 |          | 甜美玫瑰回憶                      | 成田良美   | 博多正寿        | 大關雅幸          | 清水勝祐 瀧吾郎                     |
| recette 17 |          | 蛋糕師對决！                      | 影山由美   | 鈴木芳成        | 鈴木芳成          | 杉藤早百合                          |
| recette 18 |          | 樫野家的辛苦事                    | 成田良美   | 山本靖貴        | 三原武憲          | 清水昌之 久保茉莉子                 |
| recette 19 |          | 情人節快樂                        | 大场小百合 | 渡邊克仁        | 荻原露光          | 川口弘明                            |
| recette 20 |          | 強敵！？來自巴黎的轉學生          | 山田隆司   | 五月女浩一朗    | 齋藤德明          | 山形孝二                            |
| recette 21 |          | 友情抹茶巧克力蛋糕                | 山田隆司   | 須永司          | 安藤健            | 松岡謙治                            |
| recette 22 |          | 約定的絕品糕點                    | 山下憲一   | 須永司          | 三好正人          | 小沼克介 山田勝                     |
| recette 23 |          | 草莓幻想？                        | 影山由美   | 博多正寿        | 大野和寿          | 山田真也 梶浦紳一郎                 |
| recette 24 |          | 愛的巧克力蛋糕對決！              | 成田良美   | 中野英明        | 三好正人          | 伊佐英朗 杉藤早百合                 |
| recette 25 |          | 再見樫野                          | 成田良美   | 釘宮洋          | 太田知章          | 大河忍 三井寿                       |
| recette 26 |          | 大小姐帝國的惡夢！                | 影山由美   | 奥野浩行        | 奥野浩行          | 工藤裕加                            |
| recette 27 |          | 讓人SUPRISE的甜點                 | 大场小百合 | 山本靖貴        | 荻原露光          | 川口弘明                            |
| recette 28 |          | 草莓 小棗和王子們                 | 山田隆司   | 鈴木芳成        | 鈴木芳成          | 山形孝二                            |
| recette 29 |          | 牽絆的千層蛋糕                    | 山下憲一   | 釘宮洋          | 安藤健            | 松岡謙治                            |
| recette 30 |          | 奇蹟起司蛋糕                      | 成田良美   | 博多正寿        | 松下周平          | 山田勝 山田真也                     |
| recette 31 |          | 公主和大小姐                      | 大场小百合 | 山本靖貴        | 齋藤德明          | 伊佐英朗 杉藤早百合                 |
| recette 32 |          | 熱帶樂園！                        | 影山由美   | 釘宮洋          | 太田知章          | 大河忍                              |
| recette 33 |          | 草莓大恐慌！                      | 影山由美   | 博多正寿        | 三好正人          | 樋口博美 小沼克介                   |
| recette 34 |          | 史上最強的組合！                  | 山田隆司   | 鈴木行          | 荻原露光          | 川口弘明 高橋直樹 山田真也          |
| recette 35 |          | 歡迎你-安立老師                   | 成田良美   | 大野和寿        | 大野和寿          | 伊佐英朗 杉藤早百合 山田勝          |
| recette 36 |          | 決戰前夕！                        | 山下憲一   | 釘宮洋          | 安藤健            | 松岡謙治                            |
| recette 37 |          | 無法撼動的情感                    | 山田隆司   | 鈴木芳成        | 鈴木芳成          | 樋口博美 小沼克介                   |
| recette 38 |          | 被封鎖的道路                      | 山田隆司   | 博多正寿        | 齋藤德明          | 吉田咲子 小美戶幸代                 |
| recette 39 |          | 消失的食譜                        | 山下憲一   | 釘宮洋          | 太田知章          | 大河忍                              |
| recette 40 |          | BONJOUR！巴黎                     | 影山由美   | 博多正寿        | 松下周平          | 山田真也 伊佐英朗                   |
| recette 41 |          | 第四位甜點王子？                  | 大场小百合 | 山本靖貴        | 向井正浩          | 山形孝二 藤岡真紀                   |
| recette 42 |          | 幸福的義式冰淇淋                  | 大场小百合 | 釘宮洋          | 安藤健            | 松岡謙治                            |
| recette 43 |          | 在柳橙樹下                        | 影山由美   | 鈴木芳成        | 鈴木芳成          | 小沼克介 樋口博美                   |
| recette 44 |          | 巧克力公主                        | 成田良美   | 博多正壽        | 齊藤德明          | 山形孝二                            |
| recette 45 |          | 迷你巧克力之旅                    | 成田良美   | 博多正壽        | 大野和壽          | 山田勝                              |
| recette 46 |          | 奶奶的食譜                        | 山下憲一   | 釘宮洋          | 太田知章          | 大河忍                              |
| recette 47 |          | 在後院發現的巴黎                  | 大场小百合 | 鈴木行          | 北條史也          | 山形孝二                            |
| recette 48 |          | 是騙人的吧！安立老師              | 山田隆司   | 釘宮洋          | 安藤健            | 松岡謙治 川口弘明                   |
| recette 49 |          | 決賽！凡爾賽宮殿                  | 山田隆司   | 鈴木行          | 安藤健            | 伊佐英朗 藤岡真紀 山形孝二          |
| recette 50 |          | 理想的奶油水果派                  | 山田隆司   | 博多正壽        | 松下周平          | 杉藤早百合 山田勝                   |
| 特別篇     |          |                                   |            |                 |                   |                                     |
| recette 51 |          | 瑪麗花園~解散草莓小組             | 成田良美   | 鈴木行 釘宮洋   | 三好正人          | 小沼克介 樋口博美 山田真也          |
| recette 52 |          | 瑪麗花園~強尼與玉米               | 山下憲一   | 博多正壽        | 北條史也          | 小澤圓 小美户幸代                   |
| recette 53 |          | 瑪麗花園~新的草莓小組成立？       | 山下憲一   | 鈴木吉男        | 大野和寿          | 伊佐英朗 杉藤早百合 藤岡真紀 山田勝 |
| recette 54 |          | 瑪麗花園~機會損失與商品浪費       | 山下憲一   | 釘宮洋          | 太田知章          | 服部憲知 南伸一郎                   |
| recette 55 |          | 甜點王國之旅~精靈的秘境探險       | 大场小百合 | 鈴木行 吉川博明 | 松下周平          | 小沼克介 樋口博美 山田真也          |
| recette 56 |          | 甜點王國之旅~在年輪蛋糕森林裏迷路 | 大场小百合 | 鈴木芳成        | 鈴木芳成          | 村松尚雄 山田勝                     |
| recette 57 |          | 甜點王國之旅~旅途中找到的寶物     | 大场小百合 | 島津裕行        | 安藤健            | 松岡謙治 川口弘明                   |
| recette 58 |          | Lonely heart                      | 影山由美   | 博多正寿        | 齋藤德明          | 小美戶幸代 小澤圓                   |
| recette 59 |          | Step Up                           | 影山由美   | 釘宮洋          | 太田知章          | 大河忍 野崎麗子 服部憲知            |
| recette 60 |          | 我的甜點之家                      | 影山由美   | 釘宮洋          | 北條史也          | 山田真也 杉藤早百合 山田勝          |
| recette 61 |          | 暴風雨之夜                        | 山田隆司   | 神志那弘志      | 安藤健            | 松岡謙治 小沼克介                   |
| recette 62 |          | 冷夜                              | 山田隆司   | 鈴木芳成        | 鈴木芳成          | 伊佐英朗 樋口博美                   |
| recette 63 |          | 聖誕夜                            | 山田隆司   | 鈴木行          | 松下周平 北條史也 | 山田勝 杉藤早百合 山田真也          |

### 播放電視台
| 播放電視台                       | 播放日期                       | 播放時間                   |
| -------------------------------- | ------------------------------ | -------------------------- |
| 讀賣電視台、日本電視網協議會29局 | 2009年10月4日 - 2010年12月26日 | 星期日 7時00分 - 7時30分   |
| TOKYO MX                         | 2013年1月7日 -                 | 星期一 18時30分 - 19時00分 |

| 台灣 MOMO親子台 星期一至五 20:00-20:30 | 台灣 MOMO親子台 星期一至五 20:00-20:30       | 台灣 MOMO親子台 星期一至五 20:00-20:30 |
| -------------------------------------- | -------------------------------------------- | -------------------------------------- |
|                                        | 夢色蛋糕師 （2012年6月22日 - 2012年9月18日） |                                        |
| 怪博士與機器娃娃 重播                  | 鬍子小雞 重播                                |                                        |